# Corydalus luteus
Corydalus luteus là một loài côn trùng trong họ Corydalidae thuộc bộ Megaloptera. Loài này được Hagen miêu tả năm 1861.